# Bessarione (nome)
Bessarione  è un nome proprio di persona italiano maschile.

## Varianti in altre lingue
- Catalano: Bessarió[3]
- Georgiano: ბესარიონ (Besarion)[4]
  - Ipocoristici: ბესო (Beso)[4]
- Greco bizantino: Βησσαρίων (Bēssarìōn, Bissarion)[4][5]
- Greco moderno: Βησσαρίων (Vīssariōn)[4][5]
- Latino: Bessarion[1][5]
- Polacco: Besarion, Wissarion
- Rumeno: Visarion
- Russo: Виссарион (Vissarion)[4]
- Spagnolo: Besarión[3]
- Ungherese: Visszarion

## Origine e diffusione
Continua il tardo nome greco bizantino Βησσαρίων (Bēssarìōn), la cui origine è dibattuta. Secondo alcune fonti, esso sarebbe tratto dal termine βῆσσα (bēssa, vissa in greco moderno, "valle boscosa"), col possibile significato complessivo di "uomo della valle". Alternativamente, potrebbe essere un nome di origine etnica, col significato di "proveniente dalla Bessarabia" (un'antica regione attualmente divisa tra la Moldavia e l'Ucraina), oppure potrebbe essere un nome teoforico rierito al dio egizio Bes.
In Italia gode di scarsissima diffusione; le poche occorrenze sono dovute non al culto di san Bessarione, pressoché assente nel Bel Paese, bensì alla fama del cardinale e umanista bizantino Bessarione.

## Onomastico
L'onomastico viene festeggiato il 6 giugno in ricordo di san Bessarione, anacoreta nel deserto di Scete.

## Persone
- Bessarione, monaco egiziano

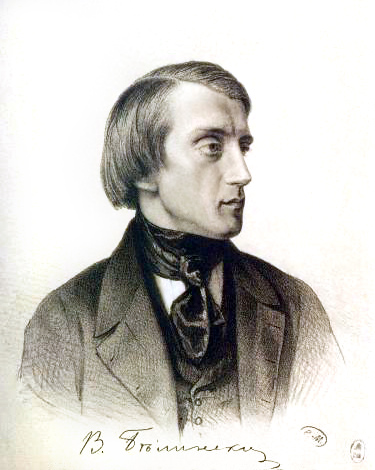
Vissarion Grigor'evič Belinskij

- Bessarione, cardinale e umanista bizantino

### Variante Vissarion
- Vissarion, predicatore russo
- Vissarion Grigor'evič Belinskij, filosofo e critico letterario russo
- Vissarion Jakovlevič Šebalin, compositore russo

### Variante Visarion
- Visarion Aștileanu, presbitero e vescovo ortodosso romeno